# Erl
Erl é um município da Áustria, situado no distrito de Kufstein, no estado do Tirol. Tem 26,92 km² de área e sua população em 2019 foi estimada em 1.574 habitantes.